# عروس حلبچه
عروس حلبچه فیلمی به کارگردانی حسن کاربخش و نویسندگی مهدی کلهر محصول سال ۱۳۶۹ است.نسخه تلویزیونی این فیلم با نام کالی از شبکه دو پخش شد.

## خلاصه داستان
کالی، دختری از اهالی شهر حلبچه، در شب عروسی منتظر بازگشت پدرش (کاک صدیق) است. پدر یک مبارز کرد است که پس از سال‌ها دوری، برای شرکت در عروسی دخترش قرار است به شهر برگردد. او همان شب در حالی که از دور شاهد جشن عروسی دخترش است، به دست عوامل حزب بعث کشته می‌شود. مأموران دولتی به مجلس عروسی حمله می‌کنند و داماد را که جوانی به نام محمد است دستگیر کرده و به نقطه نامعلومی می‌برند. کالی به جستجوی همسرش به همه جا سر می‌زند و در شهر سلیمانیه گور پدر را پیدا می‌کند. نیروهای ارتش عراق در همان منطقه، با مقاومت و قیام مردم روبرو می‌شوند و از طرف دیگر مورد هجوم نیروهای ایرانی قرار گرفته و به ناچار عقب‌نشینی می‌کنند، ضمن فرار مردم شهر را هدف بمب‌های شیمیایی قرار می‌دهند. کالی با گروهی دیگر به ایران پناهنده می‌شود و در خاک ایران همسرش محمد را در میان نیروهای مبارز کرد پیدا می‌کند.

## بازیگران
- پریوش نظریه
- ولی‌الله مؤمنی
- آتش تقی‌پور
- مجید میرزاییان
- عطاءالله زاهد
- سیروس صابر
- رضا آقاربی
- محمد امینی
- اصغر محبی
- علی نظری